# FC Nagykanizsa
Az FC Nagykanizsa, egy nagykanizsai csapat, Magyarország legidősebb sportegyesülete amely 1866-ban alakult. A labdarúgó szakosztályt 1912-ben hozták létre. Jelenleg az NB III-ban szerepel. 

## Története
A klubot 1866 nyarán alapították Nagykanizsai Torna Egyletet néven. 1912-ben létrehozzák a labdarúgó szakosztályt, és rövidesen megnyerik Nagykanizsa város labdarúgó bajnokságát is. 1919-ben önállóan létrehozzák a Nagykanizsai Vasutas Torna Egyletet és megalakul a VAC, amely az egykori újságok szerint is az egyik legjobb zalai futballcsapat. Anyagi okokból a VAC 1922. október 18-án megszűnt.
A klubtörténet fontos évszáma 1934. amikor új névvel megalakul a helyi csapat: Nagykanizsai Vasutas Torna Egyesület. Az 1943-44-es évadban az NVTE megnyeri az NB III-as bajnokságot és ezzel addigi történetének legnagyobb sikerét érte el és feljutott a másodosztályba ahol 1952-ig szerepelt. Innentől kezdve a 2000-es évekig szinte csak alsóbb osztályokban szerepeltek. 2000-ben a klubot pénzügyi problémák miatt visszasorolták a 8. osztályig és innen kezdte meg újra az elindulást felfelé. Annak 2002-es megszűnését követően egyesült a klubbal a korábbi élvonalbeli Nagykanizsai Olajbányász csapata.  

## Bajnoki eredmények
| Szezon    | Osztály | Bajnokság | Helyezés | Kupa      |
| --------- | ------- | --------- | -------- | --------- |
| 2024–25   | 3       | NB III    | 1.       | 3.forduló |
| 2023–24   | 3       | NB III    | 3.       | 3.forduló |
| 2022–23   | 3       | NB III    | 3.       | 4.forduló |
| 2021–22   | 3       | NB III    | 9.       | 5.forduló |
| 2020–21   | 3       | NB III    | 4.       | 7.forduló |
| 2019–20   | 3       | NB III    | 7.       | 7.forduló |
| 2018–19   | 3       | NB III    | 6.       | 6.forduló |
| 2017–18   | 4       | Megye I   | 1.       | 4.forduló |
| 2016–17   | 4       | Megye I   | 1.       |           |
| 2015–16   | 4       | Megye I   | 6.       |           |
| 2014–15   | 4       | Megye I   | 7.       |           |
|           |         |           |          |           |
| 2012–13   | 3       | NB III    | 11.      | 4.forduló |
| 2011–12   | 3       | NB III    | 12.      |           |
| 2010–11   | 3       | NB III    | 7.       |           |
| 2009–10   | 3       | NB III    | 6.       |           |
| 2008–09   | 3       | NB III    | 3.       | 3.forduló |
| 2007-08   | 3       | NB III    | 14.      |           |
| 2006–07   | 5       | Megye I   | 1.       |           |
| 2005–06   | 6       | Megye II  | 1.       |           |
| 2004–05   | 7       | Megye III | 1.       |           |
| 2003–04   | 8       | Megye IV  | 2.       |           |
| 2002–03   | 8       | Megye IV  | 1.       |           |
| 2000-2001 | 3       | NB III    | 5.       |           |

## Játékoskeret
frissítve: 2023.május 24.
| # |     | Poszt | Név                   |
| - | --- | ----- | --------------------- |
|   | HUN | KP    | Török Milán           |
|   | HUN | KP    | Kretz Bálint          |
|   | HUN | KP    | Kovács György         |
|   | HUN | KP    | Varga Dominik         |
|   | HUN | KP    | Szanyi Krisztián      |
|   | HUN | KP    | Kondor Kristóf        |
|   | HUN | KP    | Józsa Ádám            |
|   | HUN | KP    | Kovalovszki Máté      |
|   | HUN | KP    | Telmi Godzsajev       |
|   | HUN | KP    | Hajdinger Raul Zoltán |
|   | HUN | KP    | Kálovits Henrik       |
|   | HUN | KP    | Török Milán           |

| # |     | Poszt | Név                     |
| - | --- | ----- | ----------------------- |
|   | HUN | K     | Borsi Bence             |
|   | HUN | KP    | Béli Milán              |
|   | HUN | KP    | Lőrincz Bence           |
|   | HUN | KP    | Szabó Patrik Zsolt      |
|   | HUN | KP    | Bence Szilárd           |
|   | HUN | KP    | Kószás Krisztián        |
|   | HUN | KP    | János Norbert           |
|   | HUN | KP    | Szökrönyös Dániel       |
|   | HUN | K     | Bocskai Péter Krisztián |
|   | HUN | KP    | Szilágyi Adrián Gábor   |
|   | HUN | KP    | Sági Marcell            |

## Vezetőedzők
- Gombos Zsolt (2015–2018)

- Koller Zoltán (2020–2021)[8][9]
- Bene Gábor mb. (2021)
- Gombos Zsolt (2021–2024)[10][11]
- Gabala Krisztián (2024–)[12]